# (228) Agathe
(228) Agathe est un astéroïde de la ceinture principale découvert par Johann Palisa le 19 août 1882.